# Hailsham
Hailsham est une ville du Sussex de l'Est, en Angleterre. Elle est située dans le district de Wealden.
Elle est mentionnée dans le Domesday Book sous le nom Hamelsham.

## Jumelages
- Gournay-en-Bray (France) depuis 2000